# Ка-29
Ка-29 (изделие «502», по кодификации НАТО: Helix-B) — советский корабельный транспортно-боевой вертолёт, дальнейшее развитие вертолёта Ка-27.
Разработан в ОКБ им. Н. И. Камова в начале 1980-х годов и предназначен для десантирования с кораблей подразделений морской пехоты и их огневой поддержки, транспортировки различных грузов и др.

## История
Транспортно-боевой вертолёт создавался по программе перевооружения морской пехоты, в том числе современными средствами доставки. При создании вертолёта учитывался боевой опыт морской пехоты вероятного противника, в первую очередь корейской и вьетнамской войн.
Вертолёт разрабатывался на базе создаваемого в то время противолодочного и поисково-спасательного Ка-27. Главным конструктором был назначен С. М. Михеев, который осуществлял общее руководство программой создания «изделия Д-2Б». Непосредственно работы возглавил заместитель главного конструктора С. Фомин. Его помощником стал ведущий конструктор Г. Данилочкин.
Первый полёт прототипа с бортовым номером «208», имевшего обозначение Ка-252ТБ состоялся 28 июля  1976 года.
Заводские испытания двух построенных вертолётов продолжались два года.
Весной 1978 года обе опытные машины передали на совместные Государственные испытания (ГСИ) в 3-е Управление ГК НИИ ВВС (Крым, аэродром Кировское и площадка Песчаная балка).
В апреле-декабре состоялся этап «А» ГСИ, а до 9 июня 1979 г. завершился и этап «Б» этих испытаний. Полеты проходили в Крыму, в т.ч. на полигонах Чауда и Меганом, а также в Коломне и близ Ахтубинска.
В строевые части вертолёт стал поступать в 1985 году, серийное производство было приостановлено в 1991 году, официально вертолёт до сих пор числится в производстве

## Служба
За время серийного производства, с 1984 по 1991 год, на вертолётном заводе в городе Кумертау выпущено 59 Ка-29.
Поставки Ка-29 в части авиации начались в 1985 году. Переучивание первых экипажей осуществлялось при Ухтомском вертолетном заводе и в 33-м ЦБПиПЛС в г. Николаеве, в дальнейшем вертолёты поступали на комплектование 555-го смешанного противолодочного авиационного полка на аэр. Очаков (пять вертолётов). До конца года в Очаков перегнали ещё 16 вертолётов Ка-29, которые пошли на формирование вертолётной эскадрильи 710-го отдельного корабельного противолодочного вертолетного полка Тихоокеанского флота (Новонежино). Тогда же в Николаеве и Очакове переучились четыре экипажа из 696-го отдельного инструкторско-исследовательского вертолетного полка армейской авиации (из Торжка), вертолётов они перегнали только три (один впоследствии был разбит по техническим причинам, экипаж жив, взамен получили 4-й вертолёт).
В 1986 году в 344-м ЦБП отработали большую тему НИР по боевому применению и созданию сравнительных характеристик Ми-24 и Ка-29.
Вертолёт был принят на вооружение авиации Военно-морского флота СССР 8 августа 1987 года. До конца 1988 года этими вертолётами также были укомплектованы: 38-й ОКПЛВП (Северный флот, Североморск-2, 17 вертолётов) и 745-й ОКПЛВП (Балтийский флот, аэр. Донское, 8 вертолётов), всего в ВМФ было поставлено 46 вертолётов Ка-29. Остальные машины достались испытательным структурам и 344-му ЦБПиПЛС Армейской авиации в Торжке.
Вертолёты в первую очередь предназначались для группового базирования на БДК пр. 1174, которых в составе советского ВМФ было три: «Иван Рогов», «Александр Николаев» (вошли в состав ТОФ) и «Митрофан Москаленко» (СФ). На каждом БДК могло базироваться до 4 вертолётов.
В связи с ускоренным выводом из боевого состава флота ТАВКР «Киев», «Минск», «Новороссийск» и «Баку», а также постепенным прекращением эксплуатации БДК пр. 1174 транспортно-боевые вертолёты корабельного базирования оказались не нужны.
После заключения соглашения о строительстве четырех вертолётоносцев «Мистраль» для ВМФ России, на каждом из которых предполагалось размещать восемь боевых вертолётов Ка-52К плюс восемь вертолётов Ка-29, началась 
модернизация парка из 32 вертолетов Ка-29.

## Боевое применение
Для проверки возможностей вертолётов Ка-29 и новых на тот момент Ка-50 в реальных боевых условиях, на базе 696-го ОИИВП была сформирована т.н. боевая ударная группа (БУГ).  На камовской фирме за свой счет подготовили к действиям на Кавказе по два Ка-50 и Ка-29. Ка-29 были из состава Центра АА.
Вертолёт Ка-29 борт №38 был оборудован автоматической пушкой 2А42, второй вертолёт борт №35 переделали в воздушный пункт наведения и целеуказания, оборудовав соответствующей аппаратурой — на вертолёт был установлен прицельно-пилотажно-навигационный комплекс «Рубикон» и комплексная бортовая радиотехническая индикаторно-вычислительная система, аналогичные применяемым на вертолёте Ка-50. Этот вертолёт получил индекс — Ка-29ВПНЦУ.
Для повышения боевой живучести оба Ка-29 оснастили экранно-выхлопными устройствами и кассетами выброса ложных тепловых целей.
Испытания доработанных вертолетов проходили с 25 сентября по 21 октября 1997 года на полигоне Алабино. Затем, с декабря 1999 года по июль 2000 года, на Ка-29ВПНЦУ выполнили еще 250 полетов, отрабатывая совместно с Ка-50 применение всех видов оружия и отрабатывая методики использования внешнего целеуказания в группе вертолетов.
Затем эта группа была опробована в реальных боевых условиях на территории Чеченской Республики. Вертолёты базировались на аэродроме Грозный-Северный. Боевые вылеты выполнялись в период с 6 января  по 14 февраля 2001 года.

## Описание
Вертолёт Ка-29 предназначен для длительного базирования на корабле, поэтому в конструкции широко применяются антикоррозийные материалы. Силовая установки и трансмиссия не отличаются от Ка-27.
Основным внешним отличием Ка-29 от Ка-27 является расширенная на 500 мм носовая часть кабины с тремя плоскими бронестеклами вместо двух двойной кривизны у последнего. Также применяется локальное противопульное бронирование рабочих мест экипажа и частично — силовой установки. Общая масса брони на вертолете составляет 350 кг.
Экипаж вертолёта — два человека: лётчик и штурман-оператор, сидят плечом к плечу.
Вертолёт Ка-29 может эксплуатироваться в двух основных вариантах: транспортном или боевом, и предназначен для десантирования с кораблей подразделений морской пехоты, перевозки грузов, военной техники на внешней подвеске, а также огневой поддержки морской пехоты, уничтожения живой силы, техники и береговых укреплений противника. Может быть использован для медицинской эвакуации, переброски личного состава, грузов с плавбаз и судов снабжения на боевые корабли.
В транспортном варианте вертолёт способен взять на борт до 16 десантников с личным оружием, или 10 раненых, включая четырёх на носилках, или до 2000 кг груза в транспортной кабине, или до 4000 кг груза на внешней подвеске. На вертолёте может быть установлена лебёдка грузоподъёмностью до 300 кг. Доступ десанта в грузовую кабину выполнен через две двухстворчатые двери слева и справа фюзеляжа.
В обоих вариантах вертолёт вооружён встроенной четырёхствольной подвижной пулемётной установкой НУВ-1УМ с пулемётом 9А622 калибра 7,62 мм с боезапасом 1800 патронов, управляемой штурманом-оператором. Пулемёт установлен в носовой части фюзеляжа справа и имеет возможность поворота блока стволов от 0° до −31° вниз, а также влево на 28° и вправо на 30°. В походном положении амбразура пулемёта закрыта защитной створкой.
В ударном варианте на вертолёт устанавливаются две боковые фермы внешних подвесок с четырьмя балочными держателями, на которых могут размещаться до 8 ПТУР «Штурм», 2-4 блока УБ-32 с НАР типа С-5 калибром 57 мм (64-128 ракет) или 2-4 блока Б8В20А с НАР типа С-8 калибром 80 мм (40-80 ракет), 2 контейнера типа УПК-23-500 с пушкой ГШ-23Л калибром 23 мм (250 снарядов), 2 зажигательных бака типа ЗБ-500, бомбовое вооружение.
Слева по борту может быть установлена неподвижная 30-мм пушка 2А42 с боекомплектом 250 патронов и лазерным дальномером «Капкан», сопряжённым с авиационным стрелковым прицелом АСП-17ВК.
Также в рамках испытаний на вертолёте применялись управляемые ракеты воздух-поверхность Х-23М и Х-25МР, на строевых вертолётах эти ракеты не использовались.
Вертолет оснащен системой управления вооружением СУВ-252. Перед лобовым стеклом на рабочем месте летчика установлен прицел АСП-17ВК, используемый при стрельбе из пушек и пуске НАР. На рабочем месте штурмана-оператора имеется оптический наблюдательный прибор (ОНП) для обнаружения-распознавания целей и наведения на них ПТУР.
Для обеспечения защиты от ракет с тепловыми головками самонаведения вертолет оснащен станцией оптико-электронных помех, кроме того на него могут быть установлены блоки отстрела ложных тепловых целей и экранно-выхлопные устройства двигателей.
Подвеска вооружения на держатели вертолёта обеспечивается бортовой системой подъёма грузов — лебёдкой грузоподъёмностью до 500 кг. В рамках испытаний вертолёт применялся для доставки на борт корабля спецгрузов (ядерных зарядов в контейнерах).

## Модификации
| Название модели                 | Краткие характеристики, отличия. |
| ------------------------------- | --- |
| Ка-252ТБ                        | Прототип, построено два вертолёта. |
| Ка-29                           | Серийный транспортно-боевой вертолёт. |
| Ка-29ВПНЦУ                      | Вертолёт-целеуказатель, переоборудован в единственном экземпляре для совместных войсковых испытаний с Ка-50.                                       |
| Ка-29 юстировщик системы захода | Было переоборудовано два серийных вертолёта для отработки и настройки системы захода на посадку на ТАВКР «Адмирал флота Советского Союза Кузнецов» |
| Ка-29 летающая лаборатория      | Одноместный вертолёт для отработки бортового оборудования Ка-50                                                                                    |
| Ка-31 (Ка-27РЛД)                | Вертолёт ДРЛО. |

## Модернизации и ремонты
В России были проведены работы по модернизации вертолетов Ка-29. В ходе этих работ обновлялись системы управления, радиосвязи, навигации и другие электронные компоненты. В рамках модернизации были обновлены и усовершенствованы возможности по носимому вооружению, включая установку новых типов ракет и дополнительных видов РЭР. Одним из ключевых аспектов модернизации являлось улучшение выживаемости и защиты вертолета. Это включало в себя установку систем противоракетной защиты и других средств обеспечения безопасности. Модернизация также была направлена на увеличение автономности вертолета и его дальности полета за счет улучшения двигателей, топливной системы и других компонентов.
Известные модернизации:
- В 2012 году планировалась модернизация 10 транспортно-боевых вертолётов Ка-29, предназначенных для УДК типа «Мистраль». Модернизация заключается в установке современных вооружений и радиоэлектронной базы.
- В декабре 2016 года завершён ремонт партии из 6 Ка-29, которые поступят на ТОФ. На вертолётах капитально отремонтированы колонки несущего винта, двигателей и редукторов, а также обновлено лакокрасочное покрытие[4].
- Очередная партия из 6 машин, прошедших плановый средний ремонт на Кумертауском авиационном производственном предприятии, 9 ноября 2017 года прибыла на авиабазу морской авиации ТОФ Николаевка в Приморском крае[5].
- В ноябре 2017 года на аэродроме Донское в Калининградской области введён в строй отряд обновленных Ка-29, прошедших ремонт на 150-м авиаремонтном заводе[6].

## Лётно-технические характеристики

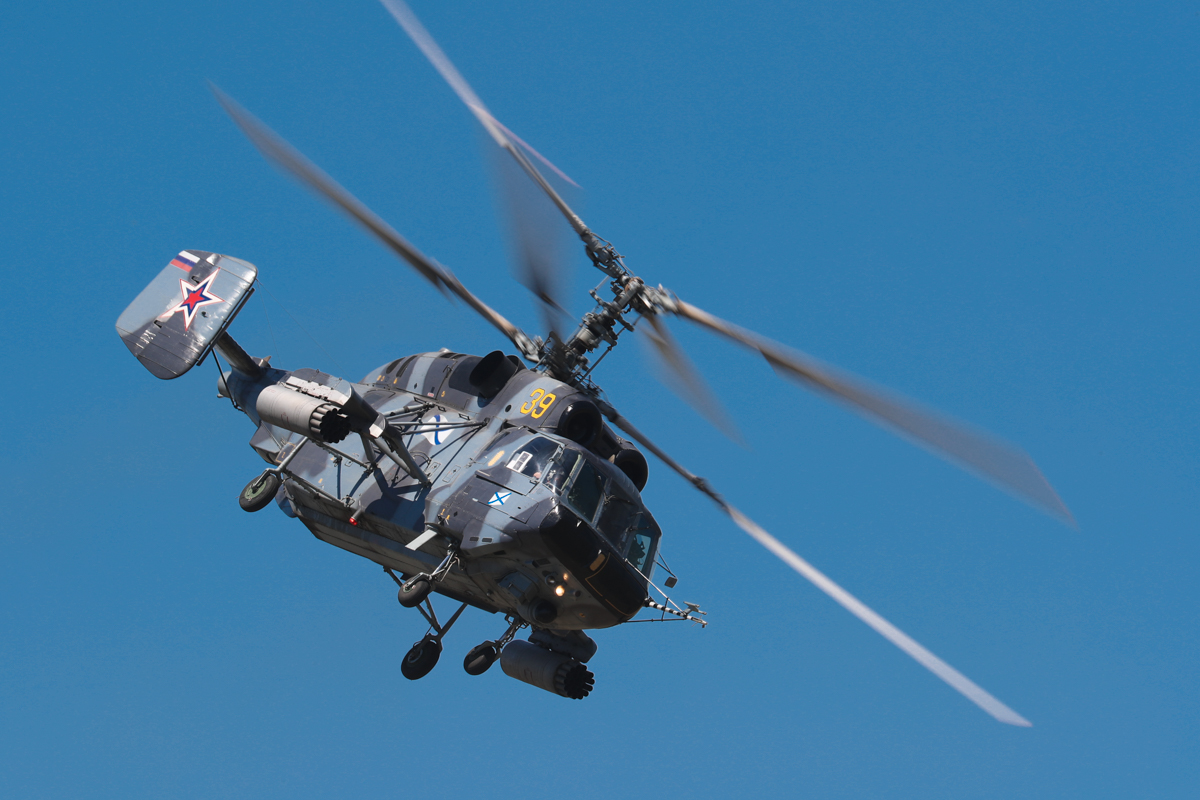
Ка-29 на конкурсе «Морской ас» на Армейских международных играх 2018 года.

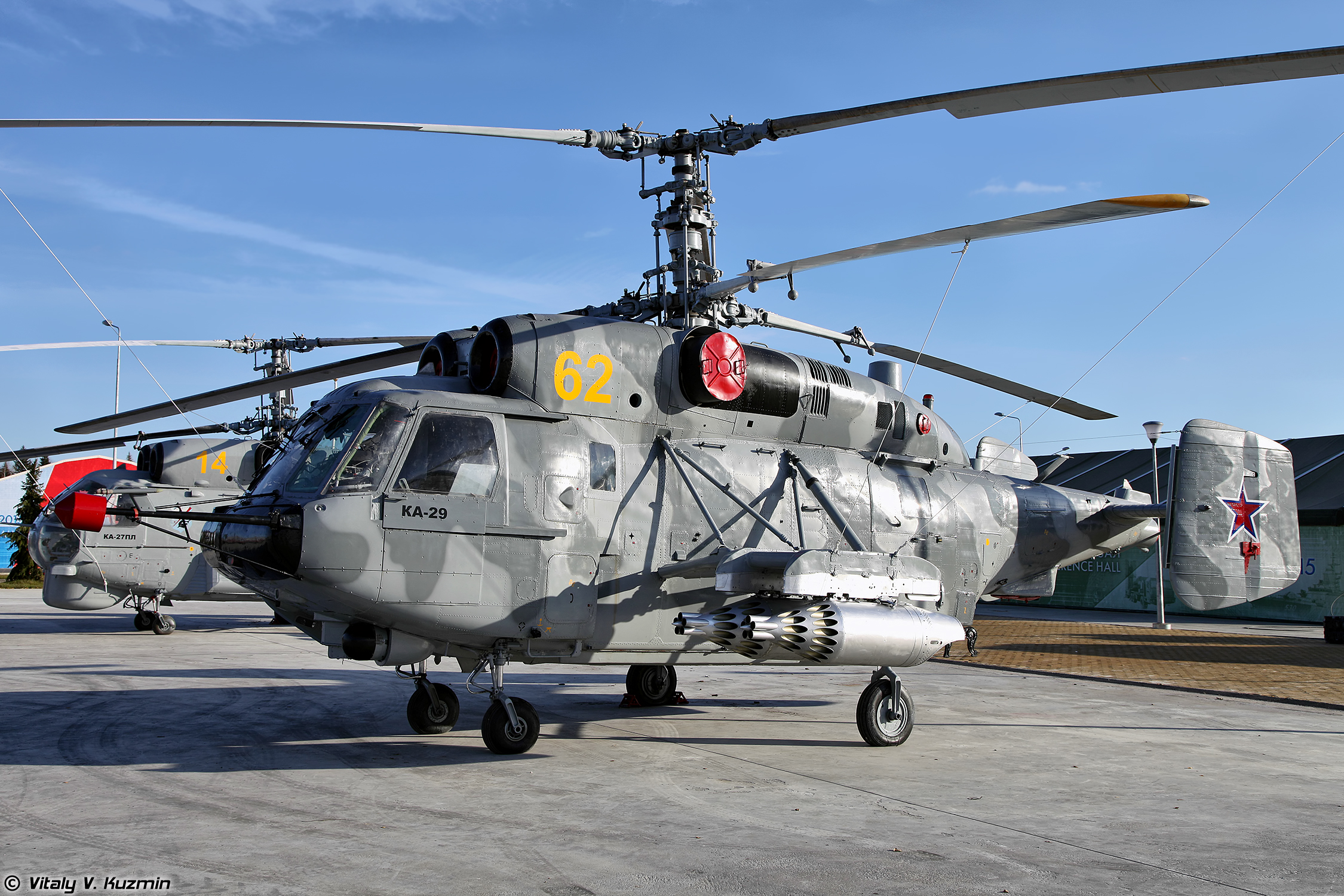
Ка-29 в парке «Патриот».

### Технические характеристики
- Экипаж: 2 человека
- Пассажировместимость: 16 десантников с личным оружием или 10 раненых, включая четырёх на носилках
- Длина фюзеляжа: 12,25 м
- Ширина фюзеляжа: 3,8 м
- Диаметр несущих винтов: 15,9 м
- Высота: 5,44 м
- Масса:
  - нормальная взлётная: 11000 кг
  - максимальная взлётная: 11500 кг
  - боевой нагрузки: 1850 кг
  - груза в транспортной кабине: 2000 кг
  - груза на внешней подвеске: 3000 кг
- Максимальная эксплуатационная перегрузка: 2,3 g
- Силовая установка: 2 х ТВаД ТВ3-117В
  - мощность: 2 х 2250 л. с.

### Лётные характеристики
- Крейсерская скорость: 235 км/ч
- Максимальная скорость в горизонтальном полёте: 280 км/ч
- Дальность полёта:
  - практическая: 460 км
  - перегоночная: 740 км
- Потолок:
  - статический: 3700 м
  - динамический: 4300 м
- Максимальная скороподъёмность: 15,5 м/с

### Вооружение
- Стрелково-пушечное:
  - встроенное: пулемёт 9-A-622 калибра 7,62 мм в подвижной установке с боезапасом 1800 патронов
  - дополнительное: 2 × универсальные пушечные контейнеры УПК-23-250 с пушкой ГШ-23Л и боезапасом 250 снарядов
- Точки подвески: 4
- Управляемые ракеты:
  - ПТРК 9К113 «Штурм-В» с ПТУР 9М114 «Кокон» или 9М120 «Атака» (до 8 шт.)
- НАР:
  - С-5 (до 128 шт.) в блоках УБ-32 (до 4-х) или С-8 (до 80 шт.) в блоках Б-8В20А (до 4-х)
- Бомбовое вооружение: 2 × ЗБ-500

## На вооружении

### Состоит на вооружении
Россия:
- Авиация ВМФ России — 27 Ка-29 по состоянию на 2024 год, приписаны к СФ, ТОФ и БФ[7].
  - 12 отремонтированных единиц на ТОФ на ноябрь 2017 года.
  - отряд отремонтированных вертолётов на БФ (аэродром Донское в Калининградской области) на ноябрь 2017 года.

 Украина:
- Авиация ВМС Украины — 1 Ка-29, по состоянию на 2023 год.[8] После распада СССР Украине досталось 5 Ка-29, которые состояли на вооружении 555-го инструкторско-исследовательского противолодочного смешанного авиаполка (Очаков).

 Экваториальная Гвинея — 1 Ка-29 по состоянию на 2023 год, куплен у Украины в 2011 году.

### Состоял на вооружении
СССР
- Авиация ВМФ СССР

## Катастрофы и боевые потери
19 марта 1987 года вертолет Ка-29 с бортовым номером «21 красный» из состава 38-го отдельного корабельного противолодочного вертолётного полка авиации Северного флота ВМФ СССР при взлёте с корабля из-за ошибки пилотирования зацепил лопастями корабельную антенну, потерял управление, упал в воду и затонул. Экипаж погиб.
В ночь на 5 марта 2024 года, в ходе российского вторжения на Украину, в результате поражения патрульного корабля «Сергей Котов» с двух сторон пятью украинскими морскими дронами Magura V5, на корабле взорвалась артиллерийская установка АК-176. На борту находился бортовой вертолет Ка-29, который тоже был уничтожен.
21 июня 2024 года, в процессе отражения ударных беспилотных катеров на Крым, был сбит около Анапы. По данным российских провоенных источников, был сбит собственным ЗРК «Панцирь».  Находившиеся на борту 4 человека погибли.